# ナンヨウアブラギリ属
ナンヨウアブラギリ属（学名Jatropha）はトウダイグサ科の植物の属。学名からヤトロファ（ジャトロファ）属とも呼ばれる。中央アメリカ・西インド諸島周辺を原産地とする木本または多肉植物、約170種からなる。世界の熱帯で観賞用などに栽培され野生化しているものもあるが、毒性がある。
花は花弁と萼が各5個ある単性花で、集散花序につく。葉は常緑または落葉性の単葉で深く裂けるものもある。

## おもな種
- ナンヨウアブラギリ（タイワンアブラギリ：Jatropha curcas）：種子から油を採るため栽培され、バイオディーゼル原料として注目されている。単にヤトロファ（ジャトロファ）と呼ぶこともある。
- テイキンザクラ（Jatropha integerrima）：花が紅色で大きく美しいので観賞用に栽培される。
- サンゴアブラギリ（イモサンゴ、トックリアブラギリ：Jatropha podagrica）：茎の下部が徳利状に膨れる多肉植物で、花柄は赤く多数分枝しサンゴを思わせる。観賞用に栽培される。
- ウアナルポマチョ（ヤトロファ・マクランサ：Jatropha macrantha）：媚薬として知られている。